# Başak Eraydın
Başak Eraydın (* 21. Juni 1994 in Ankara) ist eine türkische Tennisspielerin.

## Karriere
Eraydın hat mit fünf Jahren mit dem Tennisspielen begonnen, sie bevorzugt für ihr Spiel den Hartplatz. Sie bestreitet überwiegend Turniere der ITF Women’s World Tennis Tour, auf denen sie bereits 15 Einzel- und 19 Doppeltitel gewonnen hat. Bei den Mittelmeerspielen 2018 gewann sie im Einzel und Doppel jeweils den Titel.
In der türkischen Fed-Cup-Mannschaft wurde Eraydın 2013 das erste Mal eingesetzt; ihre Fed-Cup-Bilanz weist bislang 5 Siege bei 7 Niederlagen aus.

## Turniersiege

### Einzel
| Nr. | Datum             | Turnier                    | Kategorie   | Belag     | Finalgegnerin                      | Ergebnis      |
| --- | ----------------- | -------------------------- | ----------- | --------- | ---------------------------------- | ------------- |
| 1.  | 12. Mai 2012      | Istanbul                   | ITF $10.000 | Hartplatz | Nuria Párrizas Díaz                | 6:3, 6:1      |
| 2.  | 27. Mai 2012      | Izmir                      | ITF $10.000 | Hartplatz | Beatrice Cedermark                 | 6:0, 6:1      |
| 3.  | 10. Juni 2012     | Ağrı                       | ITF $10.000 | Teppich   | Natallja Orlowa                    | 6:3, 6:3      |
| 4.  | 14. Juli 2012     | Istanbul                   | ITF $10.000 | Hartplatz | Tatiana Búa                        | 5:7, 6:4, 6:1 |
| 5.  | 21. Juli 2012     | Istanbul                   | ITF $10.000 | Hartplatz | Julija Kalabina                    | 6:3, 6:0      |
| 6.  | 27. Oktober 2012  | Monastir                   | ITF $10.000 | Hartplatz | Marina Schamayko                   | 6:2, 7:65     |
| 7.  | 11. November 2012 | Iraklio                    | ITF $10.000 | Teppich   | Lena-Marie Hofmann                 | 6:4, 6:0      |
| 8.  | 16. Juni 2013     | Istanbul                   | ITF $10.000 | Hartplatz | Darja Lebeschawa                   | 6:3, 6:4      |
| 9.  | 28. Juni 2015     | Balikesir                  | ITF $10.000 | Hartplatz | Melis Sezer                        | 6:3, 5:7, 6:3 |
| 10. | 4. Juli 2015      | Sakarya                    | ITF $10.000 | Hartplatz | Valeria Prosperi                   | 6:3, 6:1      |
| 11. | 31. Januar 2016   | Antalya                    | ITF $10.000 | Sand      | Ani Amiraghjan                     | 3:6, 6:2, 6:4 |
| 12. | 15. April 2017    | Istanbul                   | ITF $60.000 | Hartplatz | Petra Krejsová                     | 6:3, 6:0      |
| 13. | 18. März 2018     | Santa Margherita di Pula   | ITF $25.000 | Sand      | Eliza Kostowa                      | 6:4, 6:1      |
| 14. | 11. August 2018   | Las Palmas de Gran Canaria | ITF $25.000 | Sand      | Guiomar Maristany Zuleta de Reales | 6:4, 6:3      |
| 15. | 18. August 2018   | Las Palmas de Gran Canaria | ITF $25.000 | Sand      | Chloé Paquet                       | 6:2, 6:1      |

### Doppel
| Nr. | Datum              | Turnier   | Kategorie    | Belag             | Partnerin            | Finalgegnerinnen                        | Ergebnis          |
| --- | ------------------ | --------- | ------------ | ----------------- | -------------------- | --------------------------------------- | ----------------- |
| 1.  | 13. August 2010    | Istanbul  | ITF $10.000  | Hartplatz         | Isabella Schinikowa  | Fatma Al-Nabhani Magali de Lattre       | 3:6, 6:3, [10:4]  |
| 2.  | 27. Mai 2011       | Gaziantep | ITF $10.000  | Hartplatz         | Ani Amiraghjan       | Daniela Dominikovic Melis Sezer         | 6:2, 6:3          |
| 3.  | 11. Mai 2012       | Istanbul  | ITF $10.000  | Hartplatz         | Melis Sezer          | Fatma Al-Nabhani Anna Zaja              | 6:2, 3:6, [10:7]  |
| 4.  | 20. Mai 2012       | Istanbul  | ITF $10.000  | Sand              | İpek Soylu           | Liu Chang Zhang Nannan                  | 3:6, 6:2, [10:5]  |
| 5.  | 6. Juli 2012       | Istanbul  | ITF $10.000  | Hartplatz         | Melis Sezer          | Elisabeth Fournier Brittany Wowchuk     | 6:1, 6:4          |
| 6.  | 11. November 2012  | Iraklio   | ITF $10.000  | Teppich           | Abbie Myers          | Borislawa Botuscharowa Wiwian Slatanowa | 6:0, 6:1          |
| 7.  | 18. November 2012  | Iraklio   | ITF $10.000  | Teppich           | Abbie Myers          | Tamara Čurović Jana Sisikowa            | 6:4, 6:4          |
| 8.  | 21. Juli 2013      | Izmir     | ITF $10.000  | Hartplatz         | Zuzana Zlochová      | Hülya Esen Lütfiye Esen                 | 6:1, 6:3          |
| 9.  | 7. Juni 2014       | Adana     | ITF $10.000  | Hartplatz         | İpek Soylu           | Alena Fomina Jekaterina Ziklauri        | 6:3, 6:1          |
| 10. | 5. Juli 2014       | Istanbul  | ITF $10.000  | Hartplatz         | Melis Sezer          | Maria Mokh Anette Munozova              | 2:6, 6:0, [10:7]  |
| 11. | 12. September 2015 | Biarritz  | ITF $100.000 | Sand              | Lidsija Marosawa     | Réka Luca Jani Stephanie Vogt           | 6:4, 6:4          |
| 12. | 29. Oktober 2015   | Istanbul  | ITF $25.000  | Hartplatz (Halle) | Polina Leikina       | Cristina Dinu Jana Fett                 | 7:5, 6:72, [10:5] |
| 13. | 13. November 2015  | Minsk     | ITF $25.000  | Hartplatz (Halle) | Weronika Kudermetowa | Anastassija Frolowa Ekaterina Yashina   | 6:3, 6:1          |
| 14. | 11. Februar 2017   | Antalya   | ITF $15.000  | Sand              | Walentina Iwachnenko | Karin Kennel Nastja Kolar               | 7:66, 6:2         |
| 15. | 18. Februar 2017   | Antalya   | ITF $15.000  | Sand              | Karin Kennel         | Cristina Dinu Cristina Ene              | 6:3, 2:6, [10:5]  |
| 16. | 22. September 2019 | Arad      | ITF W25      | Sand              | Andreea Mitu         | Oana Gavrilă Andreea Roșca              | 6:0, 6:1          |
| 17. | 21. Dezember 2019  | Antalya   | ITF W15      | Sand              | Georgia Crăciun      | Ayla Aksu Gizem Melisa Ateş             | 6:1, 6:2          |
| 18. | 26. Juni 2021      | Antalya   | ITF W15      | Sand              | Amarissa Kiara Tóth  | Jessie Aney Christina Rosca             | 4:6, 6:1, [10:7]  |
| 19. | 15. Juni 2024      | San Diego | ITF W15      | Hartplatz         | Anita Sahdijewa      | Anna Campana Carolyn Campana            | 0:6, 6:3, [10:8]  |